# Műugrás a 2016. évi nyári olimpiai játékokon (kvalifikáció)
A 2016. évi riói olimpiai játékokon a műugrásban összesen 8 versenyszámot rendeznek, úgymint férfi és női 3 méteres műugrás, illetve toronyugrás, valamint 3 méteres szinkronműugrás és szinkrontoronyugrás. Összességében 136 fő méretheti meg magát, 68 nő és 68 férfi. Egy országból mind a férfiaknál, mind pedig a nőknél maximum két egyéni és egy páros vehet részt versenyszámonként. Brazília, mint rendező ország, automatikus résztvevője az ötkarikás játékoknak, így mind a négy páros versenyszámban rajthoz állíthatja kettősét, s a négy egyéni számban is automatikusan övé az egy-egy kvóta.

## Kvalifikáló versenyek
Kvalifikációs rend:
| Esemény                                    | Dátum                         | Helyszín       |
| ------------------------------------------ | ----------------------------- | -------------- |
| 2015-ös mű- és toronyugró-Európa-bajnokság | 2015. június 9–14.            | Rostock        |
| 2015-ös pánamerikai játékok                | 2015. július 10–13.           | Toronto        |
| 2015-ös úszó-világbajnokság                | 2015. július 24.–augusztus 9. | Kazany         |
| 2015-ös ázsiai műugró kupa                 | 2015. szeptember 4–6.         | Kuala Lumpur   |
| Óceánia-bajnokság                          | 2015. december 12–13.         | Melbourne      |
| 2016-os műugró-világkupa                   | 2016. február 19–24.          | Rio de Janeiro |
| a fel nem használt kvóták újraosztása      | 2016. június 16–24.           | —              |

## Résztvevők nemzetek szerint
A kvótát érő kvalifikációs viadalok sorában a 2015-ös kazáni világbajnokságon szinkronugrásban az első három-három páros, egyéniben pedig az első 12-12 ugró – versenyszámonként – vívta ki az olimpiai induláshoz való jogot, majd a kontinentális kvalifikációs versenyeken további öt-öt versenyző. A 2016. februári Rio de Janeiró-i világkupán szinkron esetében négy-négy kettős szerezhetett kvótát, egyéniben pedig a 18-18 elődöntős, figyelembe véve, hogy nemzetenként maximum két fő indulhatott egy-egy számban. Brazília, mint házigazda mind a négy párosszámban rajthoz állíthatta kettősét, s a négy egyéni számban is automatikusan övé lett egy-egy kvóta.
| Nemzetek                | Szinkron  | Szinkron   | Szinkron | Szinkron | Egyéni    | Egyéni     | Egyéni  | Egyéni   | Összesen | Összesen |
| Nemzetek                | Férfi 3 m | Férfi 10 m | Női 3 m  | Női 10 m | Férfi 3 m | Férfi 10 m | Női 3 m | Női 10 m | Kvóta    | Sportoló |
| ----------------------- | --------- | ---------- | -------- | -------- | --------- | ---------- | ------- | -------- | -------- | -------- |
| Egyesült Államok        | X         | X          |          | X        | 2         | 2          | 2       | 2        | 11       | 10       |
| Ausztrália              |           |            | X        |          | 2         | 2          | 2       | 2        | 9        | 9        |
| Ausztria                |           |            |          |          | 1         |            |         |          | 1        | 1        |
| Brazília                | X         | X          | X        | X        | 1         | 1          | 1       | 1        | 8        | 9        |
| Dél-afrikai Köztársaság |           |            |          |          |           |            | 1       |          | 1        | 1        |
| Dél-Korea               |           |            |          |          | 1         | 1          |         |          | 2        | 1        |
| Nagy-Britannia          | X         | X          | X        | X        | 2         | 1          | 2       | 2        | 11       | 11       |
| Egyiptom                |           |            |          |          | 1         | 1          | 1       | 1        | 4        | 4        |
| Észak-Korea             |           |            |          | X        |           |            |         | 2        | 3        | 3        |
| Fehéroroszország        |           |            |          |          |           | 2          |         |          | 2        | 2        |
| Franciaország           |           |            |          |          | 1         | 1          |         | 1        | 3        | 3        |
| Hollandia               |           |            |          |          |           |            | 1       |          | 1        | 1        |
| Horvátország            |           |            |          |          |           |            | 1       |          | 1        | 1        |
| Írország                |           |            |          |          | 1         |            |         |          | 1        | 1        |
| Jamaica                 |           |            |          |          | 1         |            |         |          | 1        | 1        |
| Japán                   |           |            |          |          | 2         |            |         | 1        | 3        | 3        |
| Kanada                  |           |            | X        | X        | 1         | 2          | 2       | 2        | 9        | 7        |
| Kína                    | X         | X          | X        | X        | 2         | 2          | 2       | 2        | 12       | 13       |
| Kolumbia                |           |            |          |          | 1         | 2          | 1       |          | 4        | 4        |
| Magyarország            |           |            |          |          |           |            |         | 1        | 1        | 1        |
| Malajzia                |           |            | X        | X        | 1         | 1          | 2       | 2        | 8        | 6        |
| Mexikó                  | X         | X          |          | X        | 2         | 2          | 2       | 2        | 11       | 9        |
| Németország             | X         | X          | X        |          | 2         | 2          | 2       | 2        | 11       | 8        |
| Olaszország             | X         |            | X        |          | 2         | 1          | 2       | 1        | 8        | 8        |
| Oroszország             | X         | X          |          |          | 2         | 2          | 2       | 2        | 10       | 8        |
| Puerto Rico             |           |            |          |          |           | 1          |         |          | 1        | 1        |
| Új-Zéland               |           |            |          |          |           |            | 1       |          | 1        | 1        |
| Ukrajna                 |           | X          |          |          | 1         |            | 2       | 2        | 6        | 7        |
| Venezuela               |           |            |          |          |           | 2          |         |          | 2        | 2        |
| Összes nemzet 29        | 8         | 8          | 8        | 8        | 29        | 28         | 29      | 28       | 146      | 136      |

## Kvalifikált országok

### Egyéni
| Nemzet                 | Versenyző                           |
| ---------------------- | ----------------------------------- |
| Ausztrália (AUS)       | Kevin Chávez Grant Nel              |
| Ausztria (AUT)         | Constantin Blaha                    |
| Brazília (BRA)         | César Castro                        |
| Dél-Korea (KOR)        | U Haram                             |
| Egyesült Államok (USA) | Michael Hixon Kristian Ipsen        |
| Egyiptom (EGY)         | Youssef Selim                       |
| Franciaország (FRA)    | Matthieu Rosset                     |
| Írország (IRL)         | Oliver Dingley                      |
| Jamaica (JAM)          | Yona Knight-Wisdom                  |
| Japán (JPN)            | Teraucsi Ken Szakai Só              |
| Kanada (CAN)           | Philippe Gagné                      |
| Kína (CHN)             | Cao Jüan Ho Csao                    |
| Kolumbia (COL)         | Sebastián Morales                   |
| Malajzia (MAS)         | Ahmad Azman                         |
| Mexikó (MEX)           | Rodrigo Diego López Rommel Pacheco  |
| Nagy-Britannia (GBR)   | Jack Laugher Freddie Woodward       |
| Németország (GER)      | Stephan Feck Patrick Hausding       |
| Olaszország (ITA)      | Michele Benedetti Andrea Chiarabini |
| Oroszország (RUS)      | Jevgenyij Kuznyecov Ilja Zaharov    |
| Ukrajna (UKR)          | Illja Kvasa                         |

| Nemzet                 | Versenyző                               |
| ---------------------- | --------------------------------------- |
| Ausztrália (AUS)       | Domonic Bedggood James Connor           |
| Brazília (BRA)         | Hugo Parisi                             |
| Dél-Korea (KOR)        | U Haram                                 |
| Egyesült Államok (USA) | David Boudia Steele Johnson             |
| Egyiptom (EGY)         | Mohab El Kordy                          |
| Fehéroroszország (BLR) | Vadzim Kaptur Yauheni Karaliou          |
| Franciaország (FRA)    | Benjamin Auffret                        |
| Kanada (CAN)           | Maxim Bouchard Vincent Riendeau         |
| Kína (CHN)             | Csen Aj-szen Csiu Po                    |
| Kolumbia (COL)         | Víctor Ortega Sebastián Villa Castañeda |
| Malajzia (MAS)         | Ooi Tze Liang                           |
| Mexikó (MEX)           | Iván García Navarro Germán Sánchez      |
| Nagy-Britannia (GBR)   | Tom Daley                               |
| Németország (GER)      | Sascha Klein Martin Wolfram             |
| Olaszország (ITA)      | Maicol Verzotto                         |
| Oroszország (RUS)      | Viktor Minyibajev Nyikita Slejher       |
| Puerto Rico (PUR)      | Rafael Quintero                         |
| Venezuela (VEN)        | Jesús Liranzo Robert Páez               |

| Nemzet                        | Versenyző                                 |
| ----------------------------- | ----------------------------------------- |
| Ausztrália (AUS)              | Maddison Keeney Esther Qin                |
| Brazília (BRA)                | Juliana Veloso                            |
| Dél-afrikai Köztársaság (RSA) | Julia Vincent                             |
| Egyesült Államok (USA)        | Kassidy Cook Abigail Johnston             |
| Egyiptom (EGY)                | Maha Amer                                 |
| Hollandia (NED)               | Uschi Freitag                             |
| Horvátország (CRO)            | Marcela Marić                             |
| Kanada (CAN)                  | Jennifer Abel Pamela Ware                 |
| Kína (CHN)                    | Ho Ce Si Ting-mao                         |
| Kolumbia (COL)                | Diana Pineda                              |
| Malajzia (MAS)                | Cheong Jun Hoong Ng Yan Yee               |
| Mexikó (MEX)                  | Dolores Hernández Melany Hernández Torres |
| Nagy-Britannia (GBR)          | Rebecca Gallantree Grace Reid             |
| Németország (GER)             | Tina Punzel Nora Subschinski              |
| Olaszország (ITA)             | Tania Cagnotto Maria Marconi              |
| Oroszország (RUS)             | Nagyezsda Bazsina Krisztina Ilinih        |
| Új-Zéland (NZL)               | Elizabeth Cui                             |
| Ukrajna (UKR)                 | Olena Fedorova Anasztaszija Negyobiga     |

| Nemzet                 | Versenyző                                |
| ---------------------- | ---------------------------------------- |
| Ausztrália (AUS)       | Brittany Broben Melissa Wu               |
| Brazília (BRA)         | Ingrid Oliveira                          |
| Egyesült Államok (USA) | Jessica Parotto Katrina Young            |
| Egyiptom (EGY)         | Maha Gouda                               |
| Észak-Korea (PRK)      | Kim Kukhjang Kim Unhjang                 |
| Franciaország (FRA)    | Laura Marino                             |
| Japán (JPN)            | Itahasi Minami                           |
| Kanada (CAN)           | Meaghan Benfeito Roseline Filion         |
| Kína (CHN)             | Sze Ja-csie Zsen Csien                   |
| Magyarország (HUN)     | Kormos Villő                             |
| Malajzia (MAS)         | Pandelela Rinong Nur Dhabitah Sabri      |
| Mexikó (MEX)           | Paola Espinosa Alejandra Orozco          |
| Nagy-Britannia (GBR)   | Sarah Barrow Tonia Couch                 |
| Németország (GER)      | Maria Kurjo Elena Wassen                 |
| Olaszország (ITA)      | Bátki Noémi                              |
| Oroszország (RUS)      | Jekatyerina Petuhova Julija Tyimosinyina |
| Ukrajna (UKR)          | Hanna Krasznoslik Julija Prokopcsuk      |

### Szinkron
| Nemzet                 | Versenyző                             |
| ---------------------- | ------------------------------------- |
| Brazília (BRA)         | Ian Matos Luiz Felipe Outerelo        |
| Egyesült Államok (USA) | Samuel Dorman Michael Hixon           |
| Kína (CHN)             | Cao Jüan Csin Kaj                     |
| Mexikó (MEX)           | Jahir Ocampo Marroquín Rommel Pacheco |
| Nagy-Britannia (GBR)   | Jack Laugher Chris Mears              |
| Németország (GER)      | Stephan Feck Patrick Hausding         |
| Olaszország (ITA)      | Andrea Chiarabini Giovanni Tocci      |
| Oroszország (RUS)      | Jevgenyij Kuznyecov Ilja Zaharov      |

| Nemzet                 | Versenyző                                  |
| ---------------------- | ------------------------------------------ |
| Brazília (BRA)         | Jackson Oliveira Hugo Parisi               |
| Egyesült Államok (USA) | David Boudia Steele Johnson                |
| Kína (CHN)             | Csen Aj-szen Lin Jüe                       |
| Mexikó (MEX)           | Iván García Navarro Germán Sánchez Sánchez |
| Nagy-Britannia (GBR)   | Thomas Daley Daniel Goodfellow             |
| Németország (GER)      | Sascha Klein Patrick Hausding              |
| Oroszország (RUS)      | Viktor Minyibajev Nyikita Slejher          |
| Ukrajna (UKR)          | Makszim Dolgov Olekszandr Horskovozov      |

| Nemzet               | Versenyző                           |
| -------------------- | ----------------------------------- |
| Ausztrália (AUS)     | Maddison Keeney Anabelle Smith      |
| Brazília (BRA)       | Tammy Takagi Juliana Veloso         |
| Kanada (CAN)         | Jennifer Abel Pamela Ware           |
| Kína (CHN)           | Si Ting-mao Vu Min-hszia            |
| Malajzia (MAS)       | Sabri Nur Dhabitah Cheong Jun Hoong |
| Nagy-Britannia (GBR) | Alicia Blagg Rebecca Gallantree     |
| Németország (GER)    | Tina Punzel Nora Subschinski        |
| Olaszország (ITA)    | Tania Cagnotto Francesca Dallapé    |

| Nemzet                 | Versenyző                              |
| ---------------------- | -------------------------------------- |
| Brazília (BRA)         | Ingrid Oliveira Giovanna Pedroso       |
| Egyesült Államok (USA) | Amelia Cozad Jessica Parratto          |
| Észak-Korea (PRK)      | Kim Kukhjang Kim Mine                  |
| Kanada (CAN)           | Meaghan Benfeito Roseline Filion       |
| Kína (CHN)             | Csen Zso-lin Liu Huj-hszia             |
| Malajzia (MAS)         | Jun Hoong Cheong Pandelela Rinong Pamg |
| Mexikó (MEX)           | Paola Espinosa Alejandra Orozco Loza   |
| Nagy-Britannia (GBR)   | Tonia Couch Lois Toulson               |